# Liste der Kulturgüter in Zäziwil
Die Liste der Kulturgüter in Zäziwil enthält alle Objekte in der Gemeinde Zäziwil im Kanton Bern, die gemäss der Haager Konvention zum Schutz von Kulturgut bei bewaffneten Konflikten, dem Bundesgesetz vom 20. Juni 2014 über den Schutz der Kulturgüter bei bewaffneten Konflikten sowie der Verordnung vom 29. Oktober 2014 über den Schutz der Kulturgüter bei bewaffneten Konflikten unter Schutz stehen.
Es sind weder A-Objekte noch B-Objekte auf dem Gemeindegebiet ausgewiesen, Objekte der Kategorie C fehlen zurzeit (Stand: 9. Mai 2024). Unter übrige Baudenkmäler sind Objekte zu finden, die im Bauinventar des Kantons Bern als «schützenswert» verzeichnet sind.

## Übrige Baudenkmäler
Hinweis: Als Objekt-Identifikator (ID) wird die Grundstücksnummer verwendet. 
| ID  | Foto |                                                                            | Objekt                          | Typ | Standort                              | Beschreibung |
| --- | ---- | -------------------------------------------------------------------------- | ------------------------------- | --- | ------------------------------------- | ------------ |
| 3   | BW   | Datei hochladen                                                            | Ehemalige Pfarrhelferei (1819)  | G   | Furthweg 2 617571 / 194621            |              |
| 13  | BW   | Datei hochladen                                                            | Feuerwehrmagazin (um 1920)      | G   | Langnaustrasse 4 617049 / 194541      |              |
| 91  | BW   | Datei hochladen                                                            | Wohnhaus (1. Hälfte 19. Jh.)    | G   | Langnaustrasse 31 617287 / 194623     |              |
| 188 | BW   | Datei hochladen                                                            | Gemeindeverwaltung (um 1900)    | G   | Bernstrasse 1 616948 / 194545         |              |
| 225 | BW   | Datei hochladen                                                            | Gasthof Krone (um 1800)         | G   | Langnaustrasse 2 617004 / 194543      |              |
| 329 | BW   | Datei hochladen                                                            | Speicher (um 1700)              | G   | Langnaustrasse 22b 617270 / 194573    |              |
| 363 | BW   | Datei hochladen                                                            | Speicher (1745)                 | G   | Farnhaldeweg 1b 617233 / 194424       |              |
| 394 | BW   | Datei hochladen                                                            | Speicher (1705)                 | G   | Lehnweg 20a 617695 / 192855           |              |
| 436 | BW   | Datei hochladen                                                            | Bauernhaus (1813)               | G   | Hinterreutenenweg 3 618087 / 192900   |              |
| 460 | BW   | Datei hochladen                                                            | Speicher (1774)                 | G   | Aussermattweg 22a 616534 / 194939     |              |
| 466 | BW   | Datei hochladen                                                            | Speicher (1746)                 | G   | Lorraineweg 20c 616584 / 194416       |              |
| 476 | BW   | Datei hochladen                                                            | Wohn- und Gewerbehaus (1907)    | G   | Bernstrasse 3 616902 / 194562         |              |
| 479 | ja   | Datei hochladen · Wikidata zu Ehemaliges Bauernhaus (um 1700) (Q114602961) | Ehemaliges Bauernhaus (um 1700) | G   | Bödeliweg 6 616894 / 194622           |              |
| 514 | BW   | Datei hochladen                                                            | Speicher (1775)                 | G   | Oberthalstrasse 4a 617030 / 194633    |              |
| 603 | ja   | Datei hochladen · Wikidata zu Reformierte Kirche (Q55382961)               | Reformierte Kirche (1963/64)    | G   | Oberthalstrasse 3, 3b 616937 / 194630 |              |
| 759 | BW   | Datei hochladen                                                            | Speicher (Ende 18. Jh.)         | G   | Hinterlenzligenweg 40 616748 / 195053 |              |
| 881 | ja   | Datei hochladen · Wikidata zu Bahnhof Zäziwil (Q31454526)                  | Bahnhof (1863/64)               | G   | Bahnhofstrasse 15 617082 / 194318     |              |

Hinweis zur Legende: Anstelle der KGS-Nummer wird als Objekt-Identifikator (ID) die Grundstücksnummer verwendet.